# Asian 5 Nations 2010
El Asian 5 Nations de 2010 fue la 23.ª edición del principal torneo asiático de rugby.

## Equipos participantes
- Selección de rugby de Corea del Sur
- Selección de rugby del Golfo Pérsico
- Selección de rugby de Hong Kong (Dragones)
- Selección de rugby de Japón (Brave Blossoms)
- Selección de rugby de Kazajistán

## Posiciones
| Pos. | Equipo        | Encuentros | Encuentros | Encuentros | Encuentros | Tantos  | Tantos    | Tantos     | Puntos Bonus | Puntos Totales |
| Pos. | Equipo        | jugados    | ganados    | empatados  | perdidos   | a favor | en contra | diferencia | Puntos Bonus | Puntos Totales |
| ---- | ------------- | ---------- | ---------- | ---------- | ---------- | ------- | --------- | ---------- | ------------ | -------------- |
| 1    | Japón         | 4          | 4          | 0          | 0          | 326     | 30        | + 296      | 4            | 24             |
| 2    | Kazajistán    | 4          | 2          | 0          | 2          | 94      | 173       | - 76       | 3            | 13             |
| 3    | Hong Kong     | 4          | 2          | 0          | 2          | 65      | 133       | - 68       | 2            | 12             |
| 4    | Golfo Pérsico | 4          | 2          | 0          | 2          | 70      | 128       | - 61       | 0            | 10             |
| 5    | Corea del Sur | 4          | 0          | 0          | 4          | 65      | 156       | - 91       | 3            | 3              |

Nota: Se otorgan 5 puntos al equipo que gane un partido, 3 al que empate y 0 al que pierda
Puntos Bonus: 1 punto por convertir 4 tries o más en un partido y 1 al equipo que pierda por no más de 7 tantos de diferencia

## Resultados

### Primera fecha
| 24 de abril | Hong Kong | 32 - 8 | Corea del Sur |  |  |

| 24 de abril | Kazajistán | 43 - 28 | Golfo Pérsico |  |  |

### Segunda fecha
| 30 de abril | Golfo Pérsico | 16 - 9 | Hong Kong |  |  |

| 1 de mayo | Corea del Sur | 13 - 71 | Japón |  |  |

### Tercera fecha
| 8 de mayo | Japón | 60 - 5 | Golfo Pérsico |  |  |

| 8 de mayo | Hong Kong | 19 - 15 | Kazajistán |  |  |

### Cuarta fecha
| 14 de mayo | Golfo Pérsico | 21 - 19 | Corea del Sur |  |  |

| 15 de mayo | Kazajistán | 7 - 101 | Japón |  |  |

### Quinta fecha
| 22 de mayo | Japón | 94 - 5 | Hong Kong |  |  |

| 22 de mayo | Corea del Sur | 25 - 32 | Kazajistán |  |  |

| Bandera de Japón     |
| Campeón Japón        |
| Décimo octavo título |